# 1961-es Formula–1 brit nagydíj
Az 1961-es Formula–1-es világbajnokság ötödik futama a brit nagydíj volt.

## Futam
Az Aintree-ben rendezett brit nagydíjon a Rob Walker Racing indított egy négykerék-meghajtású Fergusont Jack Fairmannel, habár az autót Moss is kipróbálta az edzésen. Ismét a ferraris Hill indult az első helyről, Ginther és Bonnier (Porsche) előtt. Von Trips Moss mellől, a második sorból indult.
A verseny heves esővel kezdődött, Hill, Von Trips és Ginther állt az élre Moss és Bonnier előtt. Von Trips hét kör után átvette a vezetést Hill megelőzésével. Moss Ginthert, majd Hillt is megelőzte, ezzel másodiknak jött fel. Az eső elálltával Mosst visszaelőzték, majd fékprobléma miatt kiesett. Ennek köszönhetően mindhárom Ferrari dobogós helyen ért célba, Von Trips győzött Hill és Ginther előtt. Mellettük Brabham és Bonnier szerzett pontot. Baghetti még a verseny elején kiesett. Moss kiesése után átvette Fairman Fergusonját, de autója szerelőinek tolásával indult el, emiatt kizárták.
| Helyezés | #  | Versenyző               | Csapat/Motor      | Futott körök | Idő/Kiesés oka        | Rajthely | Pontszám |
| -------- | -- | ----------------------- | ----------------- | ------------ | --------------------- | -------- | -------- |
| 1        | 4  | Wolfgang von Trips      | Ferrari           | 75           | 2:40'53,6             | 4        | 9        |
| 2        | 2  | Phil Hill               | Ferrari           | 75           | +46,0                 | 1        | 6        |
| 3        | 6  | Richie Ginther          | Ferrari           | 75           | +46,8                 | 2        | 4        |
| 4        | 12 | Jack Brabham            | Cooper-Climax     | 75           | +1'08,6               | 9        | 3        |
| 5        | 8  | Jo Bonnier              | Porsche           | 75           | +1'16,2               | 3        | 2        |
| 6        | 36 | Roy Salvadori           | Cooper-Climax     | 75           | +1'26,2               | 13       | 1        |
| 7        | 10 | Dan Gurney              | Porsche           | 74           | +1 kör                | 12       |          |
| 8        | 14 | Bruce McLaren           | Cooper-Climax     | 74           | +1 kör                | 14       |          |
| 9        | 22 | Tony Brooks             | BRM-Climax        | 73           | +2 kör                | 6        |          |
| 10       | 16 | Innes Ireland           | Lotus-Climax      | 72           | +3 kör                | 7        |          |
| 11       | 42 | Masten Gregory          | Cooper-Climax     | 71           | +4 kör                | 16       |          |
| 12       | 60 | Lorenzo Bandini         | Cooper-Maserati   | 71           | +4 kör                | 21       |          |
| 13       | 50 | Tony Maggs              | Lotus-Climax      | 69           | +6 kör                | 24       |          |
| 14       | 44 | Ian Burgess             | Lotus-Climax      | 69           | +6 kör                | 25       |          |
| 15       | 54 | Keith Greene            | Gilby-Climax      | 69           | +6 kör                | 26       |          |
| 16       | 56 | Carel Godin de Beaufort | Porsche           | 69           | +6 kör                | 18       |          |
| 17       | 52 | Wolfgang Seidel         | Lotus-Climax      | 58           | +17 kör               | 22       |          |
| Kiesett  | 18 | Jim Clark               | Lotus-Climax      | 62           | Olajszivárgás         | 8        |          |
| Kiz      | 26 | Jack Fairman            | Ferguson-Climax   | 56           | Kizárva               | 20       |          |
| Kiesett  | 32 | Lucien Bianchi          | Lotus-Climax      | 45           | Váltó                 | 30       |          |
| Kiesett  | 28 | Stirling Moss           | Lotus-Climax      | 44           | Fékek                 | 5        |          |
| Kiesett  | 20 | Graham Hill             | BRM-Climax        | 43           | Motorhiba             | 11       |          |
| Kiesett  | 58 | Giancarlo Baghetti      | Ferrari           | 27           | Baleset               | 19       |          |
| Kiesett  | 48 | Tony Marsh              | Lotus-Climax      | 25           | Gyújtás               | 27       |          |
| Kiesett  | 34 | John Surtees            | Cooper-Climax     | 23           | Differenciálmű        | 10       |          |
| Kiesett  | 38 | Tim Parnell             | Lotus-Climax      | 12           | Kuplung               | 29       |          |
| Kiesett  | 46 | Jackie Lewis            | Cooper-Climax     | 7            | Meghajtás             | 15       |          |
| Kiesett  | 40 | Gerry Ashmore           | Lotus-Climax      | 7            | Gyújtás               | 26       |          |
| Kiesett  | 30 | Henry Taylor            | Lotus-Climax      | 5            | Baleset               | 17       |          |
| Kiesett  | 62 | Massimo Natili          | Cooper-Maserati   | 0            | Váltó                 | 28       |          |
| Vi       | 24 | Olivier Gendebien       | Emeryson-Maserati |              | Az autó nem volt kész |          |          |

### Statisztikák
Vezető helyen:
- Phil Hill: 6 kör (1-6)
- Wolfgang von Trips: 69 kör (7-75)
- Wolfgang von Trips 2. győzelme, Phil Hill 5. pole-pozíciója, Tony Brooks 3. leggyorsabb köre.
- Ferrari 34. győzelme.

Tony Maggs első versenye.